# Route départementale 46 (Vosges)
Pour les articles homonymes, voir Route départementale 46.
La route départementale RD 46 est une route départementale des Vosges, qui relie Épinal à Rambervillers. Cette route est jugée très dangereuse par ses nombreux accidents mortels qui s'y produisent chaque année.
Un projet était porté par le Conseil général pour doubler la RD46 depuis Épinal en direction de l'Alsace et de Saint-Dié-des-Vosges ("le Y vosgien"). En effet, l'évolution du trafic entre Épinal et Rambervillers - passé de 6180 à 8160 véhicules par jour (soit une progression de 32 %) entre 1994 et 2004 - fait que le Conseil général des Vosges avait choisi de concentrer prioritairement ses moyens sur cette section de l'axe Est Ouest. Un nouvel échangeur avec la RN57 devait également voir le jour sur le secteur de La Voivre à Épinal pour raccorder cette nouvelle voie mais la suppression envisagée de l'échangeur actuel de Jeuxey était contesté par la population à cause des nombreux flux locaux sur le secteur (zones commerciales). Le projet est finalement abandonné en 2016, par manque de moyens financiers.

## Analyse du projet
Sur quelque 100 hectares, soit une bande de terrain d’une largeur moyenne de 50 mètres sur 21 kilomètres, cette route devait être aménagée en voie expresse à 2x1 voie, avec créneau de dépassement dans un premier temps et ne mettant pas à l’écart les communes actuellement traversées par la RD 46. Les emprises de terrains et les ouvrages d'art avaient été prévus pour un passage ultérieur en 2x2 voies.

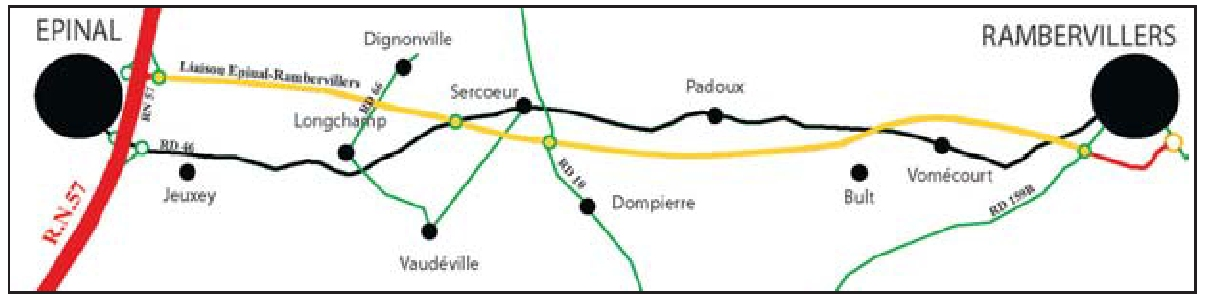
Tracé du projet de liaison RD 46 entre Épinal et Rambervillers.

Le tracé qui avait été retenu, après consultation des collectivités concernées, avait été proposé à la Déclaration d’Utilité Publique (DUP) fin 2004. Les travaux, qui devaient initialement commencer en 2007, ont pris du retard à la suite de la décentralisation et de la crise financière. L'arrêté préfectoral du 26 mars 2008 déclare l'utilité publique des travaux de déviation de cette nouvelle RD 46 et de raccordement à la Route nationale 57 (RN 57) sur le secteur d'Épinal. Le projet est finalement abandonné en 2016.
Le tracé était prévu avec 4 échangeurs, 49 ouvrages d’art (destinés à rétablir les routes ou les cours d’eau) conçus ou adaptables pour une 2x2 voies, 16 bassins de rétention pour recueillir les eaux de ruissellement, et financé par 10 années de budget du CG88. Telles étaient les données de cette voie bidirectionnelle adaptée au trafic actuel, avec d’éventuels créneaux à 3 ou 4 voies, au cours des années 2000.
Les communes concernées par le projet étaient Épinal, Jeuxey, Longchamp, Sercœur, Padoux, Vomécourt et Rambervillers.
L'objectif d'une 2x2 voies de Saint-Dié-des-Vosges jusqu'à Bulgnéville (A31), évitant Épinal par le Nord, est repoussé à un futur lointain.

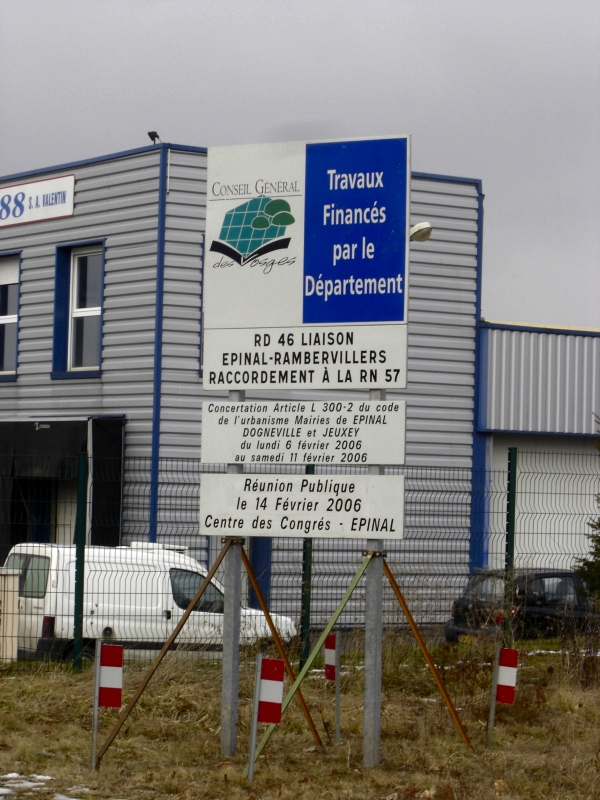
L'emplacement du raccordement avec la RN57 sur l'Agglomération d'Epinal.

## Raccordement dans l'Agglomération Spinalienne
Initialement, deux demi échangeurs devaient être réalisés. Le 1er tourné au sud à l'emplacement de l'échangeur actuel de Jeuxey, et le 2e tourné au nord situé à environ 1,2 km.
Ces deux demi échangeurs devaient être reliés par une nouvelle voie dans la zone d'activité du Saut-le-Cerf, ce qui aurait améliorer le fonctionnement général de cette zone, et éviter les flux commerciaux locaux sur la RN 57 en lui redonnant sa vocation initiale de transit.
Néanmoins, ce projet départemental avait reçu un avis défavorable de l'Ingénieur Général Spécialisé "Routes" le 16/12/2004.
Une autre réflexion d'ensemble avait été engagée par la suite. Le nouveau projet prévoyait la construction d'un nouvel échangeur dans la zone économique de La Voivre et la destruction des bretelles de liaisons avec la RN 57 sur l'échangeur de Jeuxey.

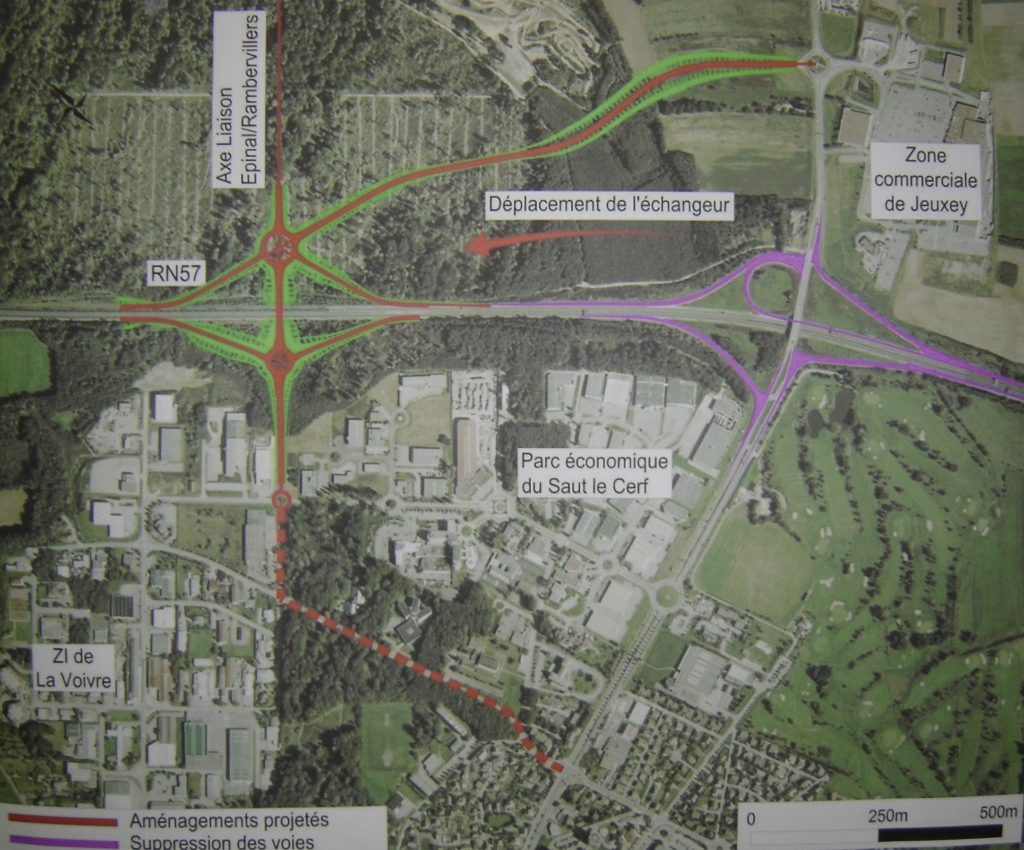
Le projet d'échangeur de La Voivre.

Cependant, cette solution devait gérer plusieurs problèmes importants de trafic :
- les flux de transit entre les 2 voies RN 57 et RD 46 ;.
- les flux quotidiens des populations locales ;
- les flux commerciaux entre les différentes zones commerciales du secteur (zone industrielle La Voivre, Parc économique du Saut-le-Cerf, ZAC de Jeuxey no 1 et 2, hypermarché Carrefour et ZAC des Terres Saint-Jean).

Or cette hypothèse contournait le problème de saturation des axes RD 46, RD420 et RN 57 sur le secteur de l'Agglomération Spinalienne en reportant les problèmes de circulation à l'intérieur même de la zone industrielle de La Voivre, sur le secteur de l'hypermarché Carrefour de Jeuxey et ses zones commerciales et ainsi qu'aux abords de la Route nationale 57 (RN 57) en risquant de provoquer des remontées de files aux heures de pointes...
D'autre part, les magasins implantés sur le Parc Économique du Saut-le-Cerf et sur les ZAC de la commune de Jeuxey craignaient de se retrouver en "fond de zone" en inversant leur accès Nord / Sud avec la RN 57. 
Cette crainte était légitimement fondée dans le sens où les automobilistes venant des directions de Nancy ou Remiremont devaient faire des détours plus longs pour se rendre de la RN 57 à l'intérieur de l'une de ces zones commerciales (et vice versa), augmentant encore un peu plus la circulation sur ses axes déjà chargés... alors que l'actuel échangeur de Jeuxey remplit normalement cette fonction.

## Tracés alternatifs
Un tracé plus au sud permettrait d'englober le raccordement des communes de Deyvillers et d'Aydoilles, situées légèrement plus au sud de l'Agglomération spinalienne, et actuellement reliées par la RD420. Cette hypothèse aurait également l'avantage de servir de nouvel axe de passage aux vacanciers se rendant dans les stations du massif des Vosges en évitant ainsi le passage actuel par l'échangeur de la RN 57 avec la RD420 et la RD11.
Un tracé plus au nord permettrait un prolongement de la D166 allant vers l'ouest du département (Vittel, Contrexéville, Neufchâteau, Mirecourt). Le tracé passerait alors près de l'échangeur nord d'Épinal, au niveau de la commune de Chavelot.